# Proevippa unicolor
Proevippa unicolor är en spindelart som först beskrevs av Roewer 1960.  Proevippa unicolor ingår i släktet Proevippa och familjen vargspindlar.
Artens utbredningsområde är Kongo. Inga underarter finns listade i Catalogue of Life.